# Shades of Deep Purple
| 평가 점수                        | 평가 점수 |
| 출처                             | 점수      |
| -------------------------------- | --------- |
| AllMusic                         | [ 1 ]     |
| PopMatters                       | [ 2 ]     |
| Collector's Guide to Heavy Metal | 6/10      |

《Shades of Deep Purple》은 영국의 하드 록 밴드 딥 퍼플의 데뷔 스튜디오 음반으로, 1968년 7월, 미국의 테트라그람마톤에서, 1968년 9월, 영국의 팔로폰에서 발매되었다. 처음에 라운드어바웃이라고 불렸던 이 밴드는 프로젝트를 떠나기 전에 존 로드와 리치 블랙모어를 영입한 서쳐스의 전 드러머 크리스 커티스의 아이디어였다. 밴드의 Mk. I 라인업은 보컬리스트이자 프론트맨인 로드 에번스와 베이시스트 닉 심퍼, 드러머 이언 페이스에 의해 1968년 3월에 완성되었다.
1968년 5월, 《Shades of Deep Purple》은 약 2달간의 리허설 끝에 3일 만에 녹음되었고, 4개의 오리지널 곡과 4개의 커버가 포함되어 있으며, 클래식 간주곡을 포함하도록 완전히 재정비되었고 더 사이키델릭하게 들렸다. 스타일적으로, 이 음악은 1960년대 후반에 계속 증가하는 청중을 가진 사이키델릭 록과 프로그레시브 록에 가깝다.
이 음반은 영국에서 좋은 반응을 얻지 못했는데, 영국에서 판매량은 매우 적었고 차트에도 오르지 못했다. 반면 미국에서는 성공을 거두었고, 당시 조 사우스가 작곡하고 빌리 조 로얄이 녹음한 에너지 넘치는 록 트랙인 싱글 〈Hush〉가 미국 빌보드 핫 100 차트에서 4위에 오르며 큰 인기를 끌었다. 이 음반의 좋은 판매량과 싱글의 강렬한 라디오 플레이는 딥 퍼플이 그들의 초기 미국 투어와 1970년대 동안 얻을 관심에 크게 기여했다. 이 음반에 대한 현대적 평가는 대체로 긍정적이며, 《Shades of Deep Purple》을 딥 퍼플의 역사에서 중요한 작품으로 간주한다.

## 배경
1967년 딥 퍼플의 첫 라인업이 결성되었을 때, 영국 음악계에 전환의 순간이 있었다. 비트는 여전히 댄스 홀과 수도 외곽에서 인기가 있었지만, 젊은이들의 음반 구매와 클럽을 가득 채우는 취향은 블루스 록, 프로그레시브 록, 사이키델릭 록으로 빠르게 변화하고 있었다. 무디 블루스, 프로콜 하럼, 그리고 나이스와 같은 새로운 밴드는 복잡하고 대담한 편곡을 사용하여 클래식 음악을 록과 결합하는 선구자였다. 동시에 사이키델리아는 핑크 플로이드, 프리티 씽즈, 지미 헨드릭스 익스피리언스, 트래픽, 크림과 같은 밴드들이 미국에서 오는 히피 하위문화에 맞춰 다양한 형태의 약물로 인한 록 음악을 실험했던 쾌락주의적인 스윙 런던 사회에서 약진하고 있었다. 비틀즈, 롤링 스톤스, 더 후를 포함한 많은 유명한 밴드들은 변화하는 느낌에 영향을 받았고 그 시기의 음반에 프로그레시브 록과 사이키델릭 록의 많은 요소들을 추가했다.
1967년 여름 영국 음악계를 위한 위대한 창조성의 시기 동안, 비트 밴드 서쳐스의 전 드러머인 크리스 커티스는 그가 함께 만든, 라운드어바웃이라고 불리는 새로운 그룹을 위한 자금을 찾기 위해 런던 사업가 토니 에드워즈에게 연락했다. 그 이름은 이 그룹이 뮤지컬 회진처럼 무대를 오르내리는 비상임 멤버들로 구성된 회전 캐스트를 포함할 것이라는 것을 의미했고, 오직 커티스만이 주축이자 가수였다. 이 계획에 감명을 받은 에드워즈는 론 하이어와 존 콜레타라는 두 사업 파트너와 함께 자금을 조달하고 경영하기로 합의했으며, 그들 세 사람은 하이어-에드워즈-콜레타(HEC) 엔터프라이즈를 설립했다.

## 음악 스타일
딥 퍼플의 멤버들은 다양한 음악적 배경을 가진 경험 많은 음악가였고, 로드는 클래식 음악 훈련을 받았고 재즈와 블루스 록 앙상블에서 연주했다. 하지만, 아무도 뛰어난 작곡가가 아니었다. 작곡 경험이 있는 유일한 사람은 첫 번째 음반의 편곡과 대부분을 작곡한 로드였고, 블랙모어가 기타 리프를 일부 추가했다. 이 음반은 밴드의 잠재력을 보여주지만 뚜렷한 소리에 초점을 맞추지는 않는다. 이 음반에서 명확히 식별할 수 있는 것은 그 시기에 영국에서 발전한 음악 스타일이며 사이키델릭 록, 프로그레시브 록, 팝 록, 하드 록의 혼합인 딥 퍼플의 젊은 음악가들에게 영향을 준 음악 스타일이다.

## 곡 목록
모든 크레딧은 오리지널 발매에서 수정되었다.
| #  | 제목                               | 작사·작곡                                                | 재생 시간 |
| -- | ---------------------------------- | -------------------------------------------------------- | --------- |
| 1. | 〈And the Address〉 (기악)         | 리치 블랙모어, 존 로드                                   | 4:38      |
| 2. | 〈Hush〉                           | 조 사우스                                                | 4:24      |
| 3. | 〈One More Rainy Day〉             | 로드, 로드 에번스                                        | 3:40      |
| 4. | 〈Prelude: Happiness/I'm So Glad〉 | 블랙모어, 에번스, 로드, 이언 페이스, 닉 심퍼/스킵 제임스 | 7:19      |

| #  | 제목                   | 작사·작곡              | 재생 시간 |
| -- | ---------------------- | ---------------------- | --------- |
| 5. | 〈Mandrake Root〉      | 블랙모어, 로드, 에번스 | 6:09      |
| 6. | 〈Help〉 (비틀즈 커버) | 존 레논, 폴 매카트니   | 6:01      |
| 7. | 〈Love Help Me〉       | 블랙모어, 에번스       | 3:49      |
| 8. | 〈Hey Joe〉            | 빌리 로버츠            | 7:33      |